# کوری بوکر
کوری بوکر به انگلیسی Cory Booker سیاستمدار و وکیل آمریکایی , سناتور ایالات متحده است. او نامزد حزب دموکرات ایالات متحده آمریکا در انتخابات ویژه سنای ایالات متحده از نیوجرسی بود که در ۱۶ اکتبر ۲۰۱۳ برگزار شد و به عنوان سناتور ایالات متحده برگزیده شد. او شهردار نیوآرک، نیوجرسی بود.
بوکر دارای لیسانس و فوق لیسانس در علوم سیاسی و جامعه‌شناسی از دانشگاه استنفورد، فوق لیسانس تاریخ ایالات متحده از دانشگاه آکسفورد و دکترای حقوق در ۱۹۹۷ از مدرسه حقوق ییل است.
او از جمله ناطقان مجمع ملی دموکرات ۲۰۱۲ بود.